# Polyancistroides gundlachi
Polyancistroides gundlachi är en insektsart som först beskrevs av Bolívar, I. 1884.  Polyancistroides gundlachi ingår i släktet Polyancistroides och familjen vårtbitare. Inga underarter finns listade i Catalogue of Life.